# Kanzel St-André (Lille)

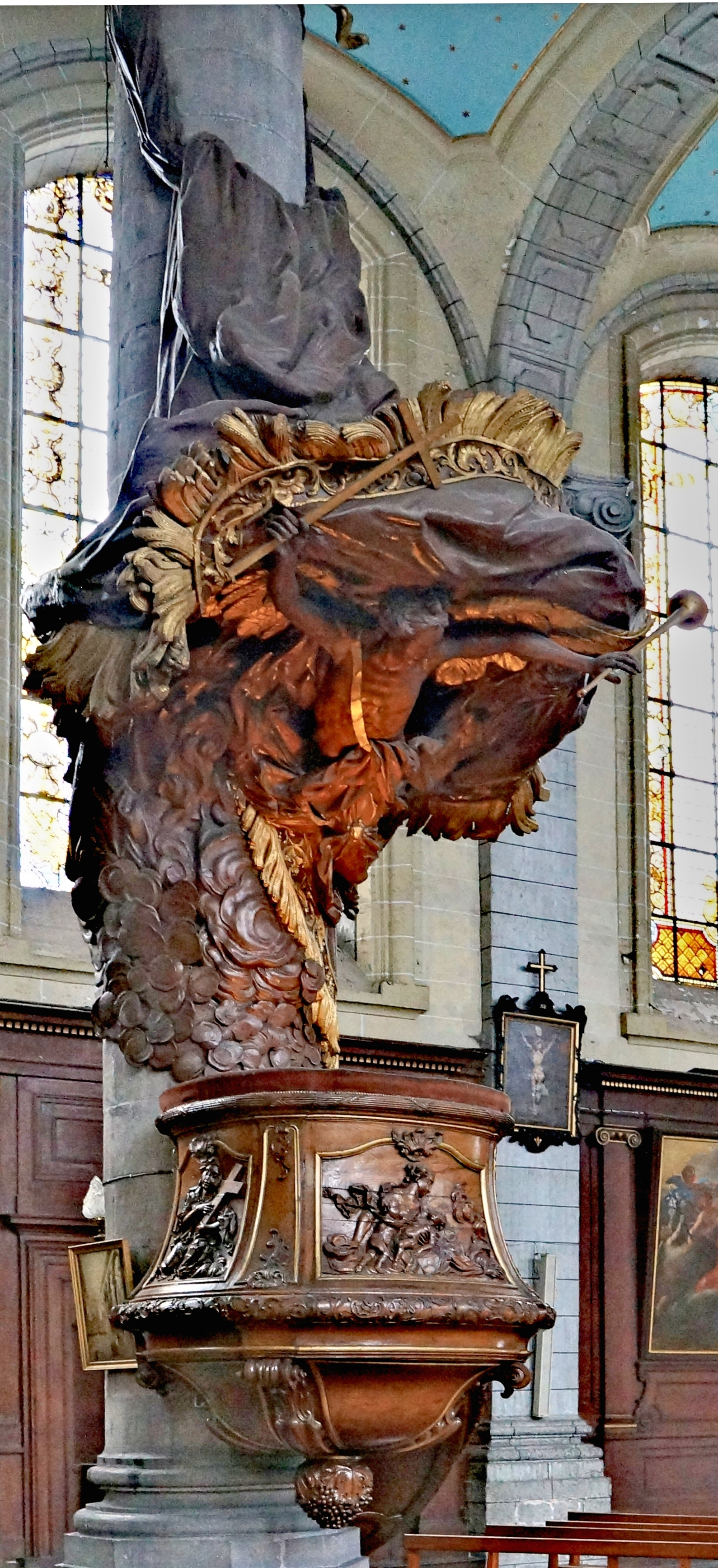
Kanzel in der Kirche St-André in Lille

Die Kanzel in der Kirche St-André von Lille, einer französischen Stadt im Département Nord in der Region Hauts-de-France, wurde 1768 von Jean-Baptiste Danezan (1733–1801) geschaffen. Die Kanzel aus Holz wurde im Jahr 1907 als Monument historique in die Liste der denkmalgeschützten Objekte (Base Palissy) in Frankreich aufgenommen.
Der Kanzelkorb ist mit Reliefs geschmückt, die Glaube und Hoffnung symbolisieren. 
Der Schalldeckel soll darstellen, wie von einem Engel mit Posaune die Wahrheit unter der Lüge aufgedeckt wird. Dafür wird ein großer Stoff, der sich auch um die Säule fortsetzt, vom Engel entfernt.